# Asplenium platyneuron
Asplenium platyneuron (sin. Asplenium ebeneum), conhecida no inglês como samambaia-de-caule-marrom ("brownstem spleenwort") ou samambaia-de-ébano ("ebony spleenwort"), é uma samambaia nativa da América do Norte, a leste das Montanhas Rochosas. Seu nome comum deriva de seu estipe e raque (caule e nervura central da folha) brilhantes, de cor marrom-avermelhada escura, que sustentam uma folha pinada, dividida uma vez. As frondes férteis, que morrem no inverno, são verde-escuras e eretas, enquanto as frondes estéreis são perenes e se espalham rente ao solo. Cada pina possui uma aurícula na base, apontando para a ponta da fronde. As frondes dimórficas e as pinas alternadas, em vez de opostas, distinguem-na da semelhante "samambaia-de-caule-preto" (A. resiliens).
A espécie foi descrita pela primeira vez em 1753 por Lineu como Acrostichum platyneuros, embora o tipo de Lineu inclua material de várias outras espécies. Era mais comumente chamada de Asplenium ebeneum, nome publicado por William Aiton em 1789, até a redescoberta e retomada do epíteto de Lineu no final do século XIX. Várias formas e variedades da espécie foram descritas, mas poucas são reconhecidas hoje; em particular, espécimes maiores e mais férteis, com folhas mais ou menos dentadas, ou com brotos proliferativos são considerados dentro da variação natural da espécie, não exigindo distinção taxonômica. A. platyneuron f. hortonae, uma forma estéril com pinas cortadas em pínulas dentadas, e f. furcatum, com frondes bifurcadas, ainda são reconhecidas.
A formação de brotos proliferativos é uma das várias adaptações incomuns para reprodução nesta espécie. Os brotos se formam perto da base do estipe e, quando cobertos pelo solo, podem crescer como novos indivíduos à medida que a fronde que os gerou morre. A samambaia-de-caule-marrom também é bem adaptada para se propagar por esporos: as frondes estéreis eretas ajudam os esporos a serem dispersos pelo vento a longas distâncias, e uma baixa carga genética permite que esporos que germinam em gametófitos se autofecundem com alta taxa de sucesso. Essa capacidade de dispersão parece ter auxiliado a rápida expansão da espécie na região dos Grandes Lagos no final do século XX. A dispersão de longa distância também pode explicar sua naturalização na África do Sul e a existência de uma população isolada encontrada na Eslováquia em 2009, sua primeira ocorrência conhecida na Europa.
A samambaia-de-caule-marrom tem preferências amplas de habitat, crescendo tanto em rochas, como muitas outras samambaias norte-americanas, quanto em diversos tipos de solo. Diferentemente de outras samambaias do gênero, ela não é particularmente sensível ao pH do solo. A. platyneuron hibridiza com várias outras samambaias, especialmente com A. montanum e A. rhizophyllum; essas espécies, seus híbridos estéreis, híbridos alotetraploides férteis e retrocruzamentos entre alotetraploides e os progenitores são coletivamente conhecidos como o "complexo Asplenium dos Apalaches". Dois híbridos entre A. platyneuron e outras samambaias fora desse complexo também são conhecidos.

## Descrição
A samambaia-de-caule-marrom é uma pequena samambaia com frondes pinadas, crescendo em tufos, com um estipe e raque brilhantes de cor marrom-avermelhada. As frondes são dimórficas, com frondes férteis longas, eretas e verde-escuras, que são decíduas, e frondes estéreis mais curtas, espalhadas, verde-claras e perenes.

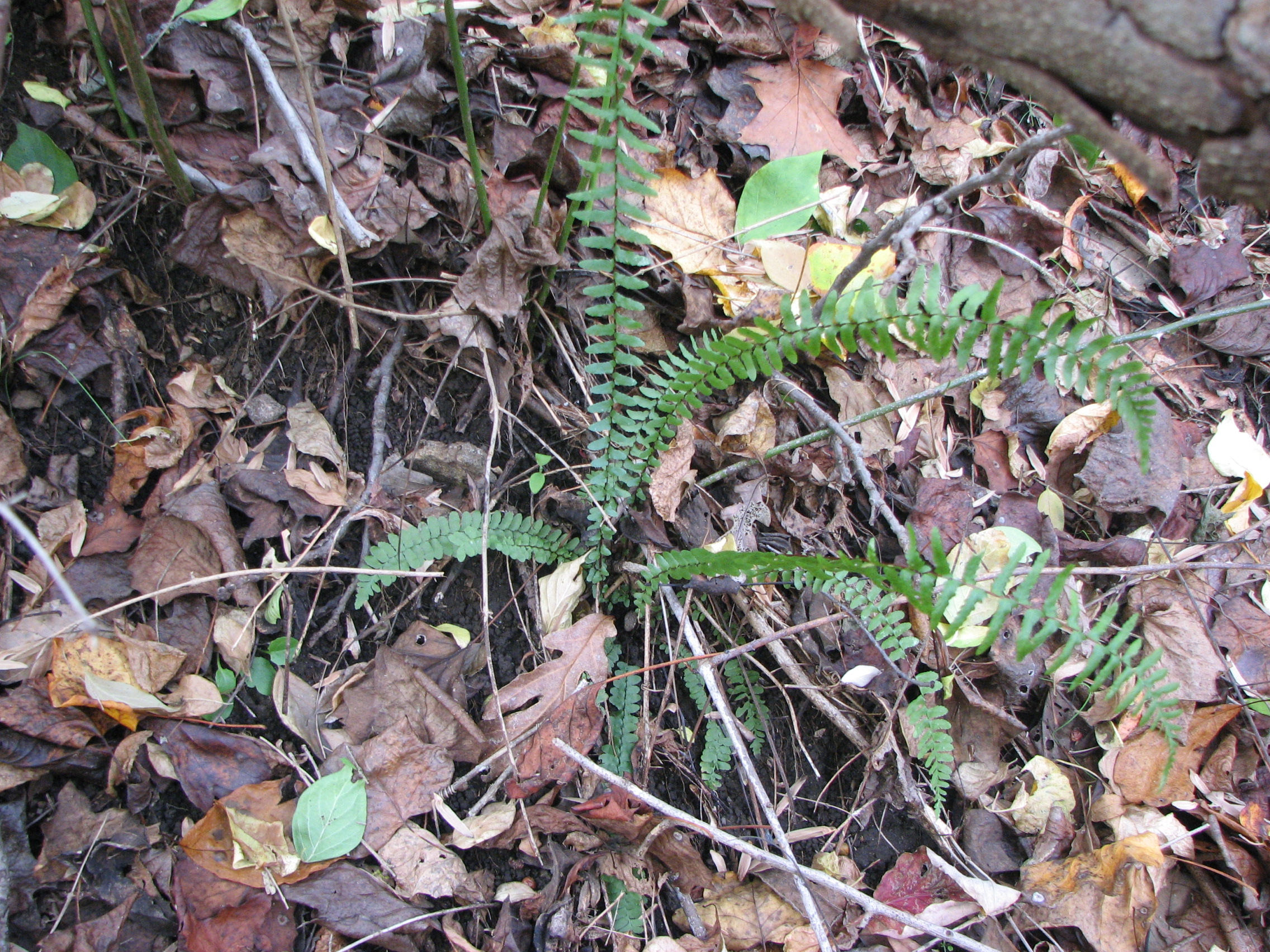
Asplenium platyneuron, mostrando frondes férteis (longas e eretas) e frondes estéreis (curtas e espalhadas).

### Raízes e rizomas
Esta samambaia não se espalha formando novas plantas pelas raízes. O rizoma, com 1 a 2.5 mm de diâmetro, ou talvez até 4 mm, possui poucas escamas estreitas e lineares-deltóides, de cor preta a marrom-escura e fortemente clatradas (com padrão em forma de treliça). As escamas medem 2 a 4 mm de comprimento ou até 5 mm, e 0.3 a 0.6 mm de largura, com margens inteiras (sem dentes) ou quase inteiras.

### Folhas
O estipe (o caule da folha, abaixo da lâmina) tem 1 a 10 cm de comprimento e corresponde a um quarto ou um terço do comprimento da lâmina foliar. Não possui asas, sendo brilhante, marrom-avermelhado ou marrom-escuro em toda sua extensão. Na base, apresenta algumas escamas filiformes, de cor semelhante às do rizoma. Grânulos de amido são armazenados no tecido na base do estipe e, em menor quantidade, no rizoma, conferindo às bases uma aparência aumentada e textura firme. As bases do estipe são duradouras e podem sobreviver à desintegração do restante do estipe e da lâmina.
A lâmina foliar é linear a estreitamente oblanceolada (ligeiramente mais larga na metade superior), medindo de 4 a 50 cm de comprimento e de 2 a 5 cm de largura, às vezes até 7 cm. É aguda (pontiaguda) na ponta e se afunila gradualmente na base. A lâmina é brilhante, com poucos pelos espalhados ou sem pelos. A raque, como o estipe, é marrom-avermelhada, purpúrea ou marrom-escura, brilhante e sem pelos.
A lâmina é dividida em pinas ao longo de todo o comprimento, com 15 a 45 pares por folha. As pinas são distintamente alternadas ao longo da raque. São oblongas (aproximadamente retangulares) ou quadrangulares, às vezes levemente falcadas e anguladas em direção à base da folha, com as pinas do meio da lâmina medindo de 1 a 2.5 cm de comprimento e de 0.3 a 0.5 cm de largura. Cada pina tem uma aurícula evidente na base, apontando para a ponta da lâmina e sobrepondo-se à raque. Às vezes, uma pequena aurícula apontando para a base da lâmina também está presente. As margens das pinas são crenadas ou serrilhadas (com dentes arredondados ou pequenos e afiados); em formas menores, são mais profundamente cortadas. As pontas das pinas podem ser agudas ou obtusas (arredondadas). Na face inferior da lâmina, as veias são claramente visíveis e livres (não se anastomosam ou se reagrupam). Algumas escamas minúsculas também podem estar espalhadas na face inferior.

### Soros e esporos
As pinas das frondes férteis possuem de um a doze, ou até dezoito, pares de soros na face inferior, cada um com 1 a 2 mm de comprimento. Cada par de soros forma um "chevron", apontando para a base da pina ao longo de sua nervura central, onde estão centrados. Um indúsio cobre cada soro; estes são esbranquiçados e translúcidos ou prateados com borda ligeiramente dentada ou erosa (irregularmente recortada), murchando logo para revelar os soros. Cada esporângio em um soro contém 64 esporos. O esporófito diploide tem um número cromossômico de 72.
Os esporos, de marrom-claro a marrom-escuro, são monoletes, com uma lesura reta com uma margem (borda elevada). Eles têm de 41 a 52 micrômetros de comprimento ao longo de seu eixo maior. A perina (camada externa do esporo) parece espinhosa, com cristas ásperas formando um padrão reticulado. A região da perina entre as cristas tem uma textura lisa, em vez de granular.

### Brotos proliferativos
A samambaia-de-caule-marrom é capaz de proliferar formando novos indivíduos a partir de brotos na raque, na base da planta. Esses brotos permitem a formação de novos indivíduos em diferentes níveis quando frondes prostradas são cobertas por folhagem. Wagner e Johnson encontraram brotos proliferativos em quase todos os locais estudados nas populações dos Grandes Lagos, mas raramente mais de um broto por planta ocorria. Eles aparecem, em média, em 1 de cada 6 plantas, tanto em frondes estéreis quanto férteis, e sua posição na base das pinas mais baixas torna-os difíceis de encontrar entre o tufo de frondes. Os brotos são semelhantes a botões, de cor clara, e aparecem na face superior das pinas mais baixas. Cada broto contém um meristema e uma ou, às vezes, duas primórdios de folhas, cobertos por escamas clatradas, ocasionalmente com raízes se o broto já começou a se desenvolver. O contato com o solo na base da planta estimula seu desenvolvimento, e a decomposição da conexão com a folha parental resulta no desenvolvimento de uma nova planta. Brotos semelhantes também foram relatados na espécie A. monanthes.

### Identificação
A espécie mais semelhante a A. platyneuron é a "samambaia-de-caule-preto", A. resiliens. No entanto, o estipe desta espécie é mais escuro, e as pinas são opostas, em vez de alternadas, ao longo da raque. A espécie A. trichomanes também é pinada com uma raque escura e brilhante, mas as pinas são ovais e um pouco arredondadas, geralmente menos de duas vezes mais longas que largas. Nenhuma dessas duas espécies, nem outras samambaias pinadas americanas, possui frondes férteis e estéreis dimórficas como  A. platyneuron. É muito semelhante à "samambaia-de-Boydston", Asplenium × boydstoniae, um retrocruzamento extremamente raro com a "samambaia-de-Tutwiler", A. tutwilerae; no entanto, a samambaia-de-Boydston tem uma ponta de fronde alongada e aguda, semelhante à da samambaia-de-Tutwiler. Entre samambaias sul-africanas semelhantes, A. lunulatum tem pontas de fronde proliferativas, enquanto A. monanthes tem apenas um soro por pina.
Entre samambaias maiores, A. platyneuron pode ser confundida com indivíduos jovens de  Polystichum acrostichoides, mas essa espécie é geralmente muito maior e tem um estipe e raque verdes e escamosos. A Nephrolepis cordifolia também é maior, com pinas verde-amareladas e uma raque verde.

## Taxonomia
Esta espécie é comumente conhecida como "samambaia-de-ébano" ou "samambaia-de-caule-marrom" devido à cor escura de seu estipe e raque. O basônimo da espécie é Acrostichum platyneuros, publicado por Lineu em Species Plantarum em 1753 (o ponto de partida oficial da nomenclatura botânica moderna). O tratamento de Lineu veio de uma dissertação de 1745 de seu aluno J. B. Heiligtag, que, por sua vez, baseou-se em descrições de várias autoridades anteriores. A primeira descrição listada foi a de Jan Gronovius, botânico e mentor de Lineu, em sua publicação na "Flora Virginica" de 1743, baseada em um espécime coletado por John Clayton. O epíteto específico platyneuros ("nervos planos") foi extraído de uma descrição do botânico Leonard Plukenet na "Almagestum" de 1696. Infelizmente, apenas o espécime de Clayton, agora o lectótipo da espécie, representa o que hoje é conhecido como Asplenium platyneuron; os espécimes que embasaram as outras descrições, incluindo a de Plukenet que gerou o epíteto específico, são uma mistura de Pleopeltis polypodioides e Polypodium virginianum.
Em 1789, a espécie foi descrita independentemente por William Aiton na série "Hortus Kewensis", recebendo o nome Asplenium ebeneum, em referência à cor ébano de seu caule. A espécie também foi descrita independentemente por Olof Swartz em 1801, como Asplenium polypodioides, e por André Michaux em 1803 como Asplenium trichomanoides; ambos os nomes foram reduzidos a sinônimos de Asplenium ebeneum por Carl Ludwig Willdenow. O nome A. trichomanoides, no entanto, já havia sido usado por Lineu em 1767, tornando o nome de Michaux um nomen illegitimum.
Foi o epíteto de Aiton, "ebeneum", que os botânicos americanos usaram durante a maior parte do século XIX. A transferência do epíteto específico de Lineu para formar o nome A. platyneuron foi proposta por Daniel Eaton em 1878, que atribuiu a combinação a uma anotação a lápis de William Oakes na margem de uma cópia da "Flora Virginica". Assim, a combinação foi historicamente atribuída a Oakes ou a Oakes ex D.C.Eaton. No entanto, em 1981, David B. Lellinger apontou que Eaton não aceitou a combinação em 1878, preferindo o epíteto mais descritivo ebeneum ao menos preciso, embora sênior, platyneuron. O uso de Eaton, portanto, foi tratado como provisório, não como uma combinação publicada por ele. Além de Eaton, a primeira publicação válida de Asplenium platyneuron foi a de Britton, Emerson E. Sterns e Justus F. Poggenburg em 1888, que implicitamente referencia o basiónimo de Lineu. Apesar da retomada do epíteto de Lineu, o nome A. ebeneum continuou a ser amplamente usado até 1896, quando Lucien Underwood, em "Illustrated Flora" de Britton & Brown, usou o nome A. platyneuron com referência explícita ao basiónimo.
A espécie foi colocada duas vezes em gêneros segregados de Asplenium: como Chamaefilix platyneuros por Oliver A. Farwell em 1931, e como Tarachia platyneura por Sizuo Momose em 1960. Nenhuma dessas combinações foi amplamente aceita, e as autoridades atuais não reconhecem esses gêneros.
Uma filogenia global de Asplenium publicada em 2020 dividiu o gênero em onze clados, que receberam nomes informais até estudos taxonômicos adicionais. A. platyneuron pertence ao subclado "A. incisum" do clado "Schaffneria". O clado Schaffneria tem distribuição mundial, e seus membros variam amplamente em forma e habitat. Não há características morfológicas claras que evoluíram dentro do subclado A. incisum para defini-lo, mas seus membros compartilham uma base de estipe marrom-acastanhada. As relações dentro do clado não estão bem resolvidas; ele inclui espécies da América do Sul, Europa e China, mas nenhuma outra espécie norte-americana.

### Formas e variedades
Três variedades foram reconhecidas por Carl Taylor et al. em 1976 em seu tratamento da espécie: A. platyneuron var. platyneuron, a variedade típica, A. platyneuron var. incisum, com pinas mais profundamente cortadas, e A. platyneuron var. bacculum-rubrum, maior e mais fértil que as outras, com pinas dentadas. No entanto, eles observam que ambas as variedades se intergraduam, e a "Flora of North America" não reconhece táxons infraespecíficos. Além dessas variedades, três formas foram reconhecidas por Taylor et al., A. platyneuron f. proliferum, discutida abaixo, não é reconhecida por tratamentos posteriores. A. platyneuron f. hortonae é conhecida apenas de espécimes estéreis esporádicos, com pinas imbricadas e profundamente cortadas e lobadas. Em A. platyneuron f. furcatum, a raque é ramificada várias vezes perto da ponta, mas a forma parece normal em outros aspectos.
Asplenium ebeneum var. bacculum-rubrum foi descrita pela primeira vez em 1871 por Americus Featherman. Seu epíteto refere-se a Baton Rouge, Louisiana, onde ele a encontrou crescendo nas bordas de campos cultivados e canaviais. Ele a descreveu como tendo de 1 a 2 m de altura, com vinte a trinta soros "alongados" por pina. Uma grande variedade de Asplenium platyneuron encontrada no sudeste dos Estados Unidos, com soros distintos em vez de confluentes, foi descrita por Merritt L. Fernald em 1935 como Asplenium platyneuron var. euroaustrinum, que então desconhecia a publicação de Featherman. Ele posteriormente considerou as duas idênticas e transferiu a variedade de Featherman para A. platyneuron, como A. platyneuron var. bacculum-rubrum, em 1936. Segundo Taylor et al., esta variedade pode ser reconhecida por um comprimento de pina mais longo que 3.5 cm e a presença quase universal de soros em frondes eretas. Eles a descreveram como tendo frondes férteis de até 70 cm, com até setenta pinas, e uma aparência grosseira com bordas foliares rudemente dentadas, intergraduando com A. platyneuron var. incisum. Herb Wagner e David M. Johnson, que coletaram material semelhante no Condado de Cass, Michigan (bem a noroeste da suposta distribuição da variedade), não consideraram a variação morfológica em var. bacculum-rubrum distinta do material típico, exceto pelo tamanho, e recomendaram que ela receba status taxonômico não superior ao de uma forma, se reconhecida.
Asplenium ebeneum var. incisum foi coletada por Elliot C. Howe em Poestenkill, Nova York e descrita em 1869 por Charles H. Peck. Embora descrita como tendo pinas amplamente "incisas-pinatifidas", a maioria das pinas no material tipo é duplamente serrada (dentada) ou serrada-incisa. Em 1873, Elihu S. Miller coletou frondes em "Wading River", Nova York, que eram mais largas que o usual e fortemente serradas. Ele nomeou essas como Asplenium ebeneum var. serratum, por sugestão de Asa Gray. Embora o material tipo de Miller não tenha sido localizado, espécimes determinados como var. serratum por Gray foram considerados por Taylor et al. indistinguíveis de var. incisum. No entanto, ambos os epítetos continuaram a ser reconhecidos por alguns autores por algum tempo. Britton, Sterns e Poggenburg transferiram a var. serratum como A. platyneuron var. serratum em 1888; Willard Clute reduziu seu status para A. ebeneum f. serratum em 1901, e a combinação nesse nível foi transferida para A. platyneuron por Ralph Hoffmann em 1922. Benjamin Lincoln Robinson transferiu a var. incisum para A. platyneuron em 1908, e Farwell reconheceu a var. serratum quando segregou Chamaefilix de Asplenium em 1931.
Edgar T. Wherry [en], em 1940, sinonimizou não apenas a var. serratum com a var. incisum, mas incluiu a var. bacculum-rubrum e a var. euroaustrinum sob esse epíteto. Ele também criou o epíteto var. typicum para a forma normal da samambaia-de-ébano. Taylor et al., revisando esses tratamentos, distinguiram a var. incisum como tendo pinas duplamente serradas cortadas menos de 80% até a costa, com fertilidade normal (diferentemente da estéril A. platyneuron f. hortonae). Como essas plantas ocorrem em toda a distribuição da espécie, misturadas com espécimes típicos e intergraduando com eles morfologicamente, Wagner e Johnson não as consideraram dignas de reconhecimento taxonômico.
Outro táxon caracterizado por margens profundamente incisadas foi descrito em 1901 por George E. Davenport como A. ebeneum var. hortonae. Esses espécimes foram encontrados em 1900 crescendo em calcário em Brattleboro, Vermont, por Frances B. Horton, em homenagem a quem Davenport nomeou a variedade. Nesta variedade, todas as pinas (incluindo as pinas basais mais reduzidas) são obliquamente dentadas ou cortadas quase em pínulas separadas e dentadas. As frondes eretas são estéreis. Willard Clute tratou-a como uma forma, A. ebeneum f. hortonae, em 1906. B. L. Robinson, em 1908, declarou A. ebeneum var. hortonae um sinônimo de A. platyneuron var. incisum. Clute transferiu o epíteto no nível varietal para formar A. platyneuron var. hortonae em 1909, mas também o equiparou a var. incisum. Lyman B. Smith continuou a reconhecê-la em Massachusetts, tratando-a como a forma A. platyneuron f. hortonae em 1928. Em 1937, Arthur Leeds distinguiu explicitamente a var. hortonae da var. incisum, observando que uma fotografia do tipo de A. ebeneum var. incisum não correspondia exatamente a A. ebeneum var. hortonae, tendo pinas apenas dentadas em vez de profundamente cortadas e sobrepostas. Edgar Wherry também distinguiu explicitamente A. platyneuron var. hortonae de A. platyneuron var. incisum, duplicando erroneamente a combinação de Clute de 1909.
Um  material coletado no Condado de Saint Mary's, Maryland, foi descrito por James E. Benedict Jr. em 1947 como A. platyneuron f. dissectum, observando que, embora semelhante a f. hortonae, algumas pinas em seu material eram completamente cortadas em pínulas, que eram profundamente lobadas. Taylor et al. notaram que grande parte do material de Benedict, no entanto, se assemelhava ao típico f. hortonae, embora se aproximasse de var. bacculum-rubrum em tamanho. Eles equipararam f. dissectum a f. hortonae e observaram que espécimes desta última podiam se aproximar de var. incisum e var. bacculum-rubrum. Enquanto Wagner e Johnson declinaram distinguir a maioria dos táxons infraespecíficos dentro de A. platyneuron, eles reconheceram f. hortonae como uma "forma estéril rara".
Uma forma com frondes bifurcadas era conhecida no final do século XIX e foi formalmente descrita em 1909 por Willard Clute como A. platyneuron f. furcatum. A forma difere do A. platyneuron normal apenas por bifurcar-se perto do ápice da lâmina. Robert M. Tetrick II descobriu plantas semelhantes na Virgínia Ocidental, que descreveu como tendo "frondes muito ramificadas, com divisões finais crestadas" e nomeou como A. platyneuron f. multifidum. Taylor et al. compararam o tipo desta forma com a ilustração de Clute de f. furcatum e os consideraram iguais. Wagner e Johnson observaram que tais formas eram um erro de desenvolvimento frequente em muitas espécies de samambaias norte-americanas.
A formação de brotos proliferativos em A. platyneuron também deu origem a uma distinção taxonômica. A formação de brotos foi observada pela primeira vez pelo viveirista Conrad Loddiges em 1817, em espécimes cultivados na Grã-Bretanha. No entanto, o fenômeno foi negligenciado até 1879, quando D. C. Eaton o observou em espécimes da Flórida. Ele considerou isso uma variedade aberrante, que então nomeou de A. ebeneum var. proliferum. Willard Clute reduziu seu status de variedade para uma forma, A. ebeneum f. proliferum, em 1906. Espécimes semelhantes foram posteriormente relatados em Maryland, Pensilvânia e Connecticut; os brotos apareciam na raque de frondes estéreis e eram frequentemente detectados apenas ao montar o espécime. Em 1924, Frederick G. Floyd argumentou que a formação dessas proliferações era uma característica normal da espécie, que aparecia regularmente, se não universalmente, e não justificava uma designação varietal. Ele também observou a formação de brotos proliferativos em uma raque fértil de A. ebeneum var. serratum. A posição de Floyd não foi universalmente aceita: Louise Tanger fez uma nova combinação para a forma, A. platyneuron f. proliferum em 1933, e Taylor et al. a reconheceram em uma discussão de táxons infraespecíficos na espécie em 1976. No entanto, esses autores notaram que espécimes de A. platyneuron f. proliferum seriam atribuídos a várias outras variedades se não fossem proliferativos. Wagner e Johnson, em 1981, declinaram reconhecer o táxon por razões semelhantes às de Floyd, e o tratamento de Wagner na "Flora of North America" não menciona a forma.

### Híbridos
Como parte do "complexo Asplenium dos Apalaches", A. platyneuron foi encontrada formando híbridos com várias outras espécies de samambaias. O híbrido com A. montanum [en] foi registrado raramente, mas em várias ocasiões este híbrido sofreu duplicação cromossômica, dando origem à espécie fértil conhecida como "samambaia-de-Bradley" (A. bradleyi [en]). Um retrocruzamento entre A. bradleyi e A. platyneuron acredita-se ter sido registrado duas vezes, de um local agora destruído na Pensilvânia, e em um relatório preliminar do Condado de Sequatchie, Tennessee. O híbrido com a A. rhizophyllum [en], conhecido como "samambaia-de-Scott" (Asplenium × ebenoides), aparece regularmente onde as duas espécies parentais crescem juntas.
Em uma localidade em Havana Glen, Alabama, Asplenium × ebenoides sofreu duplicação cromossômica, produzindo uma espécie fértil, a "samambaia-de-Tutwiler" (A. tutwilerae [en]). O retrocruzamento entre A. platyneuron e A. tutwilerae é conhecido como "samambaia-de-Boydston" (Asplenium × boydstoniae), ocorrendo na natureza apenas com A. tutwilerae em Havana Glen. A. platyneuron também é conhecido por hibridizar com A. pinnatifidum [en], produzindo a rara "samambaia-de-Kentucky" (A. × kentuckiense). Evidências para essas hibridizações foram obtidas por estudos citológicos, cromatografia, e eletroforese de aloenzimas.
Fora do "complexo Asplenium dos Apalaches", A. platyneuron também pode hibridizar com a A. ruta-muraria [en], formando a "samambaia-de-Morgan" (A. × morganii), e com a A. trichomanes para formar a "samambaia-da-Virgínia" (A. × virginicum). A. × morganii é conhecido por um único espécime, coletado em um penhasco de calcário com vista para o rio Potomac em Maryland, enquanto A. × virginicum foi coletado três vezes, na Pensilvânia, Virgínia, e Carolina do Norte. Um híbrido com a A. ruprechtii [en] foi produzido em cultivo e é conhecido informalmente como A. × crucibuli na horticultura. É semelhante a A. × ebenoides, mas a fronde é linear, em vez de ser mais larga na base.

## Distribuição e habitat
Na América do Norte, A. platyneuron é nativa em todo o leste dos Estados Unidos, do sul do Maine até o canto sudeste de Wisconsin, ao sul até a Flórida e a oeste até o leste de Nebraska, Kansas, Oklahoma e Texas, e no extremo sudeste do Canadá. Também é encontrada na confluência de Colorado, Novo México e Oklahoma, e em pequenas populações isoladas no Novo México, Arizona e nas Antilhas. Fora da América do Norte, A. platyneuron ocorre no sul da África tropical e subtropical, uma distribuição não conhecida para nenhuma outra samambaia norte-americana. Ela se estende desde a província do Cabo Ocidental na África do Sul até o norte ao longo da costa leste até as províncias de Gauteng e Mepumalanga, incluindo Lesoto. Uma população isolada foi encontrada em solo serpentino [en] em um bosque de carvalhos na Eslováquia em 2009. Desde a década de 1960, A. platyneuron se espalhou rapidamente e agressivamente na região dos Grandes Lagos, onde antes era incomum. Embora amplamente distribuída no sul da África, não é particularmente abundante, sendo mais comum em Lesoto.
A. platyneuron pode ser encontrada em uma ampla variedade de habitats, em altitudes de 0 a 1300 m. Tolera solos variando de mediácido (pH 3,5–4,0) a subalcalino (pH 8,0–8,5), embora prefira solos subácidos (pH 4,5–5,0) em vez de mediácidos. Diferentemente de muitas outras samambaias norte-americanas, pode crescer tanto em solo quanto em rochas. Quando cresce em solo, pode ser encontrada em florestas e bosques, incluindo pinhais arenosos, assim como em pastos abandonados e outros locais perturbados. Pode colonizar uma variedade de rochas, particularmente (mas não exclusivamente) calcárias, e também cresce em paredes de argamassa. Na África do Sul, geralmente é encontrada em altitudes acima de 600 m, em habitats semelhantes aos preferidos na América do Norte (sob pequenos arbustos e em margens rochosas). Tipicamente, não ocorre nem em sombra total nem em sol pleno, mas na base de rochas em áreas campestres e nas bordas de florestas, assim como em matagais de Leucosidea.

## Ecologia e conservação
Extratos proteicos de A. platyneuron demonstraram deter a predação por insetos em sojas de forma significativa, e o Jardim Botânico de Missouri descreve a espécie como livre de "problemas sérios com insetos ou doenças". No entanto, uma população de várias centenas de indivíduos na Flórida foi relatada como quase exterminada por atividade de insetos. A espécie também é suscetível a lesmas. Além disso, o pulgão Idiopterus nephrelepidis pode se alimentar dela.
Os esporófitos são razoavelmente tolerantes à seca, mas requerem solos bem drenados. Os protalos (gametófitos) de A. platyneuron podem sobreviver a períodos de seca por até um mês. Há evidências de que os protalos podem sofrer reprodução clonal e fissão, que foi induzida em laboratório por variações na intensidade da luz.
Uma variedade de adaptações torna A. platyneuron um colonizador agressivo, até mesmo invasivo, em comparação com outras samambaias, embora um clima mais quente e um aumento em habitats de floresta secundária também possam ter contribuído para sua expansão na região dos Grandes Lagos. A espécie tolera ampla variação nas condições do solo, incluindo pH, e cresce tanto ao sol quanto à sombra. As bases de estipe ricas em amido fornecem energia para um crescimento rápido na primavera, permitindo que as frondes superem a vegetação concorrente. As frondes férteis eretas, incomuns para Asplenium, ajudam a liberar esporos ao vento para dispersão de longa distância, enquanto os brotos proliferativos permitem propagação clonal em habitats úmidos e férteis.
A espécie também carrega uma carga genética muito baixa, de modo que esporófitos viáveis podem se desenvolver a partir da autopolinização intragametofítica com 83–89% de sucesso. Isso significa que novos esporófitos geralmente podem crescer a partir do gametófito formado por um único esporo. Isso permitiu que a samambaia-de-ébano fosse um colonizador precoce, de locais distantes, de habitats recentemente perturbados, como em áreas de entulhos de carvão no sul de Iowa. A aparição de A. platyneuron em um habitat perturbado na Eslováquia, a 6500 km dos locais mais conhecidos no leste da América do Norte, é provavelmente o resultado de dispersão de longa distância, que também pode ter permitido sua colonização e naturalização na África do Sul.
Embora globalmente segura (G5), A. platyneuron é considerada uma espécie em perigo em alguns estados e províncias do Canadá, nas bordas norte e oeste de sua distribuição norte-americana. A organização NatureServe considera a espécie como criticamente em perigo (S1) no Arizona e no Colorado, em perigo (S2) em Nebraska, Maine, Rhode Island, e Quebec, e vulnerável (S3) na Flórida e no Minnesota.

## Cultivo
A. platyneuron é às vezes cultivada como planta de terrário ou jardim. Pode ser cultivada em turfa arenosa, solo de jardim subácido, outros solos arenosos ou gravilhados, ou mistura para vasos em condições de umidade moderada a seca. Tanto solos ácidos quanto alcalinos são aceitáveis. Boa drenagem é essencial, e a espécie pode crescer até mesmo em solo seco.
Luz parcial ou luz baixa a alta é recomendada, embora sombra total seja tolerada. As plantas são consideradas fáceis de manter uma vez estabelecidas, mas foram descritas como "um pouco difíceis" de cultivar na Alemanha. Conrad Loddiges achou necessário usar calor artificial para cultivar a espécie na Grã-Bretanha.